# Pierrette Bruno
Pierrette Bruno est une actrice et chanteuse française, née le 22 août 1928 à Marseille et morte le 20 janvier 2015 à La Ciotat.

## Biographie
Elle fait ses études au Conservatoire à rayonnement régional de Marseille, puis au Conservatoire national supérieur d'art dramatique de Paris, dans la classe de Denis d'Inès. Sans attendre de passer son prix, elle joue La Pure Agathe au théâtre Saint-Georges puis Marius et Fanny de Marcel Pagnol au théâtre Sarah-Bernhardt et Virginie  de Michel André avec Christian Alers au théâtre Daunou.
Bourvil la choisit comme partenaire dans l'opérette Pacifico en 1958 au théâtre de la Porte-Saint-Martin, puis dans La Bonne Planque en 1962 au théâtre des Nouveautés. Elle joue aussi à ses côtés au cinéma dans Le Capitan d'André Hunebelle, où elle interprète la chanson Pour se parler d'amour, ainsi que dans Le Tracassin d'Alex Joffé.
Ils enregistrent ensemble plusieurs duos : Je t'aime bien, Alors qu'est-ce qu'on fait, Aux quatre saisons, Bien, si bien, Bientôt les vacances, Il s'en est fallu de peu, On a vécu pour ça, Puisqu'on s'aime, Si on l'faisait faire, C'est pas le Pérou.
Une très grande amitié liait Pierrette Bruno à Bourvil, ce dernier venait la voir dans sa maison de La Ciotat chaque 22 août, date de son anniversaire.

### Vie privée
Pierrette Bruno a été l'épouse de l'acteur et metteur en scène Roland Bailly.  Veuve de ce dernier, elle épouse Hubert Druez, auteur-compositeur-interprète.

## Théâtre

### Comédienne
- 1952 : La Duchesse d'Algues de Peter Blackmore, mise en scène Christian-Gérard, théâtre Michel
- 1953 : Demeure chaste et pure de George Axelrod, mise en scène Jacques Deval, théâtre Édouard VII
- 1956 : Virginie de Michel André, mise en scène Christian-Gérard, théâtre Daunou
- 1958 : Pacifico opérette de Paul Nivoix, musique Jo Moutet, mise en scène Max Revol, théâtre de la Porte-Saint-Martin (reprise en 1964) : Capucine
- 1962 : La Bonne Planque de Michel André, mise en scène Roland Bailly, théâtre des Nouveautés : Lulu
- 1965 : Pepsie de Pierre-Edmond Victor (pseudonyme de Pierrette Bruno), mise en scène Jean-Laurent Cochet, théâtre Daunou
- 1973 : L'Arnacœur de Pierrette Bruno, mise en scène Pierre Mondy, théâtre de la Michodière
- 1981 : Le Charimari, comédie musicale de Pierrette Bruno et Jo Moutet, mise en scène René Clermont, théâtre Saint-Georges
- 1984 : Vincent et Margot, comédie musicale de Pierrette Bruno sur la vie de Vincent Scotto, musiques de Vincent Scotto et arrangement de Jo Moutet, théâtre de la Renaissance

### Auteur
- 1969 : Le Bon Saint-Éloi de Pierrette Bruno, mise en scène Jacques Mauclair, théâtre de la Potinière

## Filmographie

### Cinéma
- 1952 : Le Fruit défendu d'Henri Verneuil : Toinette
- 1953 : Le Boulanger de Valorgue d'Henri Verneuil : Françoise Zanetti
- 1954 : Les Lettres de mon moulin de Marcel Pagnol : Vivette
- 1956 : Mon curé chez les pauvres d'Henri Diamant-Berger : La sœur de Georgette
- 1958 : Le Tombeur de René Delacroix : Poupette Lautier
- 1960 : Le Capitan d'André Hunebelle : Giuseppina
- 1961 : Le Tracassin d'Alex Joffé : Juliette

### Télévision
- 1956 : Énigmes de l'histoire (série télévisée) : Maria Vetsera
- 1962 : Vincent Scotto (Téléfilm) : Margot
- 1965 : Au théâtre ce soir (série télévisée) : Lulu
- 1982 : Bourvil, un éclat de rire (Documentaire) : Elle-même